# Carex normalis
Carex normalis är en halvgräsart som beskrevs av Kenneth Kent Mackenzie. Carex normalis ingår i släktet starrar, och familjen halvgräs. Inga underarter finns listade i Catalogue of Life.